# Селецкий сельсовет (Мстиславский район)
Селе́цкий сельсовет — упразднённая административная единица на территории Мстиславского района Могилёвской области Белоруссии.

## История
9 декабря 2017 года сельсовет упразднён. Населённые пункты - агрогородок Селец, деревни Березуйки, Воровского, Дудчицы, Коленьково, Колтово, Ластригино, Слезки, Телятково включены в состав Красногорского сельсовета.

## Состав
Селецкий сельсовет включает 13 населённых пунктов:
- Березуйки — деревня
- Большая Зятица — деревня
- Воровского — деревня
- Галковичи — деревня
- Дудчицы — деревня
- Жигалово — деревня
- Коленьково — деревня
- Колтово — деревня
- Ларьяново — деревня
- Ластригино — деревня
- Селец — агрогородок
- Слезки — деревня
- Телятково — деревня

## Достопримечательность
- Руины церкви Св. Онуфрия в Онуфриево (ныне - аг. Селец)